# Laura Satana
Pour les articles homonymes, voir Satana.
Laura Satana, née en 1977, est une artiste tatoueuse française exerçant à Paris. Personnalité dans son domaine, elle participe à la vulgarisation du tatouage auprès du grand public en intervenant sur différentes radios et chaines nationales.

## Biographie

### Les débuts
Fréquentant très tôt les milieux punk et marginaux, Laura Satana commence ses premiers tatouages à l'âge de 15 ans et débute officiellement le tatouage en 1997, à l'âge de 19 ans.
Elle voit sa notoriété démarrer en tatouant des personnalités du rap, dont Booba et Nessbeal, et ouvre sa propre boutique en 2003, à Paris. Elle devient une artiste tatoueuse influente en France, dans un milieu réputé masculin. Son principal mentor sera Marcus Kuhn, tatoueur américain officiant à Santa Barbara et régulièrement invité à sa boutique.

### Notoriété dans le milieu du tatouage
Personnalité dans son domaine, Laura Satana participe à la vulgarisation du tatouage auprès du grand public en intervenant sur différentes radios et chaines nationales. Ses travaux sont mentionnés dans des magazines spécialisés, et ouvrages dédiés au tatouage, dont Tattooisme de Chris Copolla et Frédéric Claquin.
Laura Satana participe à des conventions internationales de tatouage de référence, comme Le Mondial du tatouage à Paris.

## Visibilité
Personnalité de la culture urbaine parisienne, Laura Satana profite de sa visibilité afin de partager sa culture alternative parisienne. En 2013, elle débute au cinéma et joue le rôle-titre du court métrage Woman With No Name, aux côtés de Bernie Bonvoisin.
Elle associe ses travaux à des marques tels que Make Up Forever ou Nike.

## Styles et influences
Laura Satana créé chaque pièce de tatouage sur mesure, d'après la thématique suggérée. Son style est défini comme un mélange iconographique des années 50-60, du style gangsta rap ainsi que de la culture urbaine hip-hop. Elle tire ses influences du cinéma, de la musique et du graphisme. Son nom d'artiste est un hommage à l'actrice Tura Satana, légende féminine du cinéma connue pour son rôle  dans Faster Pussycat! Kill! Kill!

## Filmographie
- 2013 : Woman With No Name de Fabio Soares avec Bernie Bonvoisin